# An der Grenze des Gesetzes
An der Grenze des Gesetzes (Originaltitel: Within the Law) ist ein US-amerikanisches Stummfilmdrama aus dem Jahr 1923 von Frank Lloyd mit Norma Talmadge und Lew Cody in den Hauptrollen. Das Drehbuch basiert auf dem Bühnenstück Within the Law von Bayard Veiller.

## Handlung
Die zu Unrecht wegen Diebstahls verurteilte Verkäuferin Mary Turner ist entschlossen, sich an Edward Gilder, ihrem Arbeitgeber und Staatsanwalt, zu rächen. Als ihre Haftstrafe abgelaufen ist und sie keine Stelle mehr findet, erpresst Mary zusammen mit Aggie Lynch reiche Männer mit der Drohung, sie wegen Vertragsbruchs zu verklagen.
Schließlich fällt Dick Gilder, der Sohn ihres Feindes, Marys Plänen zum Opfer, und obwohl sie sich in ihn verliebt, ist sie entschlossen, ihre Pläne auszuführen. Dick wird beinahe wegen eines Mordes angeklagt, den Joe Garson begangen hat. Helen Morris gesteht den Diebstahl, für den Mary ins Gefängnis kam. Mary gesteht schließlich ihre Liebe zu Dick.

## Hintergrund
Eine Kurznachricht vom 8. November 1922 gab an, dass Regisseur Frank Lloyd Ende November 1922 in New York mit der Schauspielerin Norma Talmadge zusammentreffen wollte, um mit den Hauptdreharbeiten in „The Tombs“, einer Justizvollzugsanstalt in New York City, sowie im Auburn-Gefängnis in Auburn (New York) zu beginnen. Die Filmemacher planten auch, Szenen in der New Yorker U-Bahn zu drehen, einem Ort, der noch nie zuvor für die Herstellung eines Spielfilms verwendet worden war.
Mitte Dezember 1922 waren Talmadge und Lloyd nach Los Angeles zurückgekehrt, um die Produktion in den Studios der Metro Pictures Corporation fortzusetzen. Am 15. Dezember 1922 wurde berichtet, dass Metro „fortan das Zuhause“ von Talmadge sein würde, die zuvor zusammen mit ihrem Ehemann Joseph M. Schenck ihre Filme in den United-Studios produziert hatte.
Im Februar 1923 wurden einige der vielen Kulissen beschrieben, die für den Film gebaut wurden, darunter ein großes Kaufhaus, verschiedene Wohnhäuser, die Polizeiwache „Mulberry Street“ und eine Nachbildung von „The Tombs“. Laut einem Kurzbericht vom 13. Januar 1923 fungierte Frank Ormstrom als künstlerischer Leiter.
Verschiedene zeitgenössische Quellen berichteten, dass die Schauspielerin Margaret Leahy „für eine wichtige Rolle“ an der Seite von Talmadge besetzt worden sei. Leahy war Ende 1922 nach Hollywood gekommen, nachdem sie einen Schönheitswettbewerb in London gewonnen hatte, der von Norma Talmadge organisiert worden war, die daran interessiert war, neue Talente zu entdecken. Im April 1923 hieß es jedoch, dass Leahy aus der Besetzung entlassen worden war. Der Verleiher Associated First National Pictures gab an, Leahy habe mehr Begabung für Komödien als für Dramen und man habe sie verpflichtet, mit Buster Keaton an Drei Zeitalter zu arbeiten.
In Pressemeldungen vom 24. Februar und 3. März 1923 hieß es, Besetzung und Crew seien vor Kurzem nach San Francisco gereist, um die letzten Szenen zu drehen. Sechs Wochen später, am 14. April 1923, wurde angekündigt, dass der Film am 29. April 1923 in New York Premiere feiern würde. Am 27. April 1923 wurde berichtet, dass der Film wenige Tage vor der Premiere in der Sing Sing Correctional Facility in Ossining vorgeführt wurde.
Da keine Kopien der sieben Filmrollen existieren, gilt der Film als verschollen.

## Auszeichnungen
Der Film wurde 1923 mit dem Photoplay Award als bester Film des Monats Juli ausgezeichnet.